# Hauffiopteryx
Hauffiopteryx é um gênero extinto de Ichthyosauria, encontrado na Alemanha, Luxemburgo, Somerset, no Reino Unido e em uma formação geológica jurássica localizada no eixo da Áustria, República Tcheca, Alemanha, Luxemburgo, Holanda e Suíça. Duas espécies são conhecidas: H. typicus e H. altera.